# Alamoet
Alamoet (Perzisch: قلعه الموت) was een kasteel in Iran, gelegen in de droge bergen van de Elboers ten zuiden van de Kaspische Zee. Het werd gebouwd in 840 en werd in 1256 door de Mongoolse heerser Hulagu vernietigd.

## Geschiedenis
Volgens Hamdollah Mostowfi werd het kasteel gebouwd in 840 op een hoogte van 2100 meter. Omdat het kasteel boven op een berg lag, had het slechts één kant vanwaar het aangevallen kon worden. De top van de berg waar het kasteel stond, was 400 meter lang maar slechts maximaal 30 meter breed.
In 1090 werd het kasteel veroverd door de Assassijnen. Toen werd het kasteel beroemd om zijn tuinen en bibliotheken.
Op 15 december 1256 werd het kasteel door het leger van de Mongoolse Hulagu aangevallen. Alamoet werd niet veroverd, maar na onderhandelingen gaven de Assassijnen zich over. Hulagu besloot daarop het kasteel te vernietigen.
De ruïnes van het kasteel werden in 2004 bij een aardbeving verder beschadigd.